# Bennagere, Heggadadevankote
Bennagere là một làng thuộc tehsil Heggadadevankote, huyện Mysore, bang Karnataka, Ấn Độ.